# Alsodes norae
Alsodes norae är en groddjursart som beskrevs av César C. Cuevas 2008. Alsodes norae ingår i släktet Alsodes och familjen Cycloramphidae. Inga underarter finns listade i Catalogue of Life.